# Premier League de las Islas Vírgenes Estadounidenses 2019-20
La Premier League de las Islas Vírgenes Estadounidenses de 2019-20 fue la 16.ª edición del Campeonato de fútbol de las Islas Vírgenes Estadounidenses, y la segunda bajo el nombre Premier League. 
La temporada estaba programada para comenzar el 10 de noviembre de 2019 y finalizar el 22 de marzo de 2020. Sin embargo, el inicio de la temporada se retrasó hasta el 19 de enero de 2020 y la liga se suspendió el 14 de marzo de 2020 debido a la pandemia de COVID-19. 
El 15 de julio de 2020 se declaró abandonada la temporada.

## Participantes
| Equipos de Saint Croix: - Helenites - Prankton United - Rovers FC - Unique | Equipos de Saint Thomas: - LRVI FC - New Vibes - Raymix - Waitikubuli - United We Stand |

## Clasificación
| Pos. | Equipo          | Pts. | PJ | G | E | P | GF | GC | Dif. | Clasificación 2019-20 |
| ---- | --------------- | ---- | -- | - | - | - | -- | -- | ---- | --------------------- |
| 1    | Helenites       | 16   | 6  | 5 | 1 | 0 | 32 | 9  | +23  |                       |
| 2    | LRVI FC         | 15   | 6  | 5 | 0 | 1 | 30 | 7  | +23  |                       |
| 3    | Raymix          | 10   | 6  | 3 | 1 | 2 | 18 | 12 | +6   |                       |
| 4    | Rovers          | 10   | 7  | 3 | 1 | 3 | 14 | 12 | +2   |                       |
| 5    | New Vibes       | 7    | 6  | 2 | 1 | 3 | 8  | 7  | +1   |                       |
| 6    | Prankton United | 6    | 6  | 2 | 0 | 4 | 12 | 18 | −6   |                       |
| 7    | United We Stand | 4    | 2  | 1 | 1 | 0 | 2  | 1  | +1   |                       |
| 8    | Unique FC       | 4    | 7  | 1 | 1 | 5 | 9  | 36 | −27  |                       |
| 9    | Waitikubuli     | 3    | 6  | 1 | 0 | 5 | 6  | 29 | −23  |                       |

Actualizado a los partidos jugados el 8 de marzo de 2020.
 Fuente: RSSSF

## Resultados
| Rovers      | 4 - 0 | Prankton | 19 de enero |
| Waitikubuli | 3 - 0 | Unique   | 19 de enero |
| New Vibes   | 0 - 1 | Raymix   | 19 de enero |
| Helenites   | n/p   | UWS      | 12 de abril |

| Rovers      | 4 - 2 | Raymix    | 26 de enero |
| Prankton    | 3 - 0 | Unique    | 26 de enero |
| UWS         | n/p   | LRVI FC   | 19 de marzo |
| Waitikubuli | n/p   | New Vibes | 29 de marzo |

| Prankton | 1 - 3 | New Vibes | 2 de febrero |
| Unique   | 1 - 8 | Helenites | 2 de febrero |
| UWS      | 0 - 0 | Rovers    | 2 de febrero |
| LRVI FC  | 2 - 1 | Raymix    | 2 de febrero |

| Unique      | 2 - 15 | LRVI FC   | 9 de febrero |
| Rovers      | 1 - 4  | Helenites | 9 de febrero |
| Waitikubuli | 2 - 3  | Prankton  | 9 de febrero |
| UWS         | 2 - 1  | New Vibes | 9 de febrero |

| Rovers   | 5 - 0 | Waitikubuli | 16 de febrero |
| Prankton | 4 - 5 | Helenites   | 16 de febrero |
| Raymix   | 6 - 2 | Unique      | 16 de febrero |
| LRVI FC  | 2 - 0 | New Vibes   | 16 de febrero |

| Unique      | 1 - 1 | New Vibes | 23 de febrero |
| Prankton    | n/p   | UWS       | 23 de febrero |
| LRVI FC     | 0 - 3 | Helenites | 23 de febrero |
| Waitikubuli | 1 - 5 | Raymix    | 23 de febrero |

| Helenites | 3 - 3 | Raymix      | 1 de marzo  |
| New Vibes | 3 - 0 | Rovers      | 1 de marzo  |
| LRVI FC   | 7 - 0 | Waitikubuli | 1 de marzo  |
| UWS       | n/p   | Unique      | 29 de marzo |

| Helenites | 9 - 0 | Waitikubuli | 8 de marzo |
| Unique    | 3 - 0 | Rovers      | 8 de marzo |
| Prankton  | 1 - 4 | LRVI FC     | 8 de marzo |
| UWS       | n/p   | Raymix      | 8 de marzo |

| New Vibes | n/p | Helenites   | 15 de marzo |
| UWS       | n/p | Waitikubuli | 15 de marzo |
| LRVI FC   | n/p | Rovers      | 22 de marzo |
| Prankton  | n/p | Raymix      | 22 de marzo |